# Траян Секулов
Траян Илиев Секулов е български революционер, деец на Вътрешната македоно-одринска революционна организация.

## Биография
Траян Секулов е роден в 1874 година в земеделско семейство в прилепското село Прилепец, тогава в Османската империя. Влиза във ВМОРО в 1902 година и действа като четник и куриер в четата на Толе паша, като действа в Мариово предимно около Кокре. Участва в много сражения, като неколкодневното при Вепърчани заедно с Георги Ацев. Участва в тежкото сражение през есента на 1905 година при манастира „Свети Никола“ край Прилепец, в което тежко е ранен войводата Петър Юруков и го пренася до Прилеп.
След установяването на комунистическата власт в Югославия, по Закона за илинденските пенсии от 1946 година подава молба за илинденска пенсия.